# Конституція Австрії
Конститу́ція А́встрії — сукупність законодавчих актів Австрії, що закріплює основи політичної системи держави. Часто конституцією Австрії називають Федеральний конституційний закон (нім. Bundes-Verfassungsgesetz) Австрії від 10 листопада 1920 року, яким регулюється федеральний устрій Австрії, система державних органів федерації та федеральних земель та деякі інші питання. Федеральний конституційний закон неодноразово змінювався та доповнювався. Зокрема, було включено крупний розділ, що стосується відносин з Європейським союзом. Загалом в Австрії діє понад триста конституційних законів та законів, що містять конституційні положення.
На відміну від багатьох конституцій, Федеральний конституційний закон не містить розділу, присвяченого правам людини. Норми про права людини присутні у різних законах, частину з яких було прийнято ще у XIX столітті.

## Історія
Перша Австрійська республіка була проголошена в жовтні 1919 року. Федеральний конституційний закон було розроблено 1920 року за участі найкрупнішого юриста-теоретика того часу Ганса Кельзена й набрав чинності 1 жовтня. Через суперечки про необхідність внесення до закону розділу про права людини зберіг свою силу Закон 1867 року «Про загальні права громадян королівств та земель, представлених в Імперській раді» (нім. Staatsgrundgesetz über die allgemeinen Rechte der Staatsbürger), що отримав статус конституційного.
Відповідно до Федерального конституційного закону Австрія була парламентською республікою. Вищим законодавчим органом були двопалатні Федеральні збори. Федеральний канцлер, який очолював уряд, був підзвітним перед нижньою палатою Федеральних зборів — Національною радою. Главою держави був Федеральний президент, що володів в основному символічними функціями й обирався обома палатами Федеральних зборів на спільному засіданні.
У 1929 році в закон було внесено істотні зміни, якими змінювалось положення президента й розширювались повноваження виконавчої влади. Було введено прямі вибори президента, він отримав право розпуску Федеральних зборів та призначення уряду. Причиною зміни закону була діяльність націоналістичних воєнізованих організацій, найвпливовішою з яких був Хеймвер.
13 травня 1932 року канцлером став лідер Християнсько-Соціальної партії Енгельберт Дольфус, який встановив авторитарний режим, що іноді називають австрофашизмом. У 1934 році після придушення Лютневого повстання Федеральний конституційний закон було de jure скасовано. Було ухвалено нову конституцію, що отримала назву «Травневої» (Maiverfassung). В основу нової конституції було покладено принцип «корпоративної держави», до того успішно реалізований Беніто Муссоліні в Італії. В 1938 році відбувся Аншлюс і Австрія як незалежна держава припинила своє існування.
В травні—грудні 1945 року діяла тимчасова конституція, в грудні було відновлено дію Федерального конституційного закону 1920 року.

## Структура Федерального конституційного закону

### Загальні положення
У першому розділі містяться загальні положення: Австрія проголошується демократичною державою, декларується рівність громадян перед законом, подаються описи державного герба й прапора та ін. Також у першому розділі є ряд статей, присвячених розмежуванню компетенції федерації та федеральних земель. Після вступу Австрії до Євросоюзу у перший розділ було додано підглаву B, яка визначає порядок участі Австрії в органах Євросоюзу.

### Законодавча влада

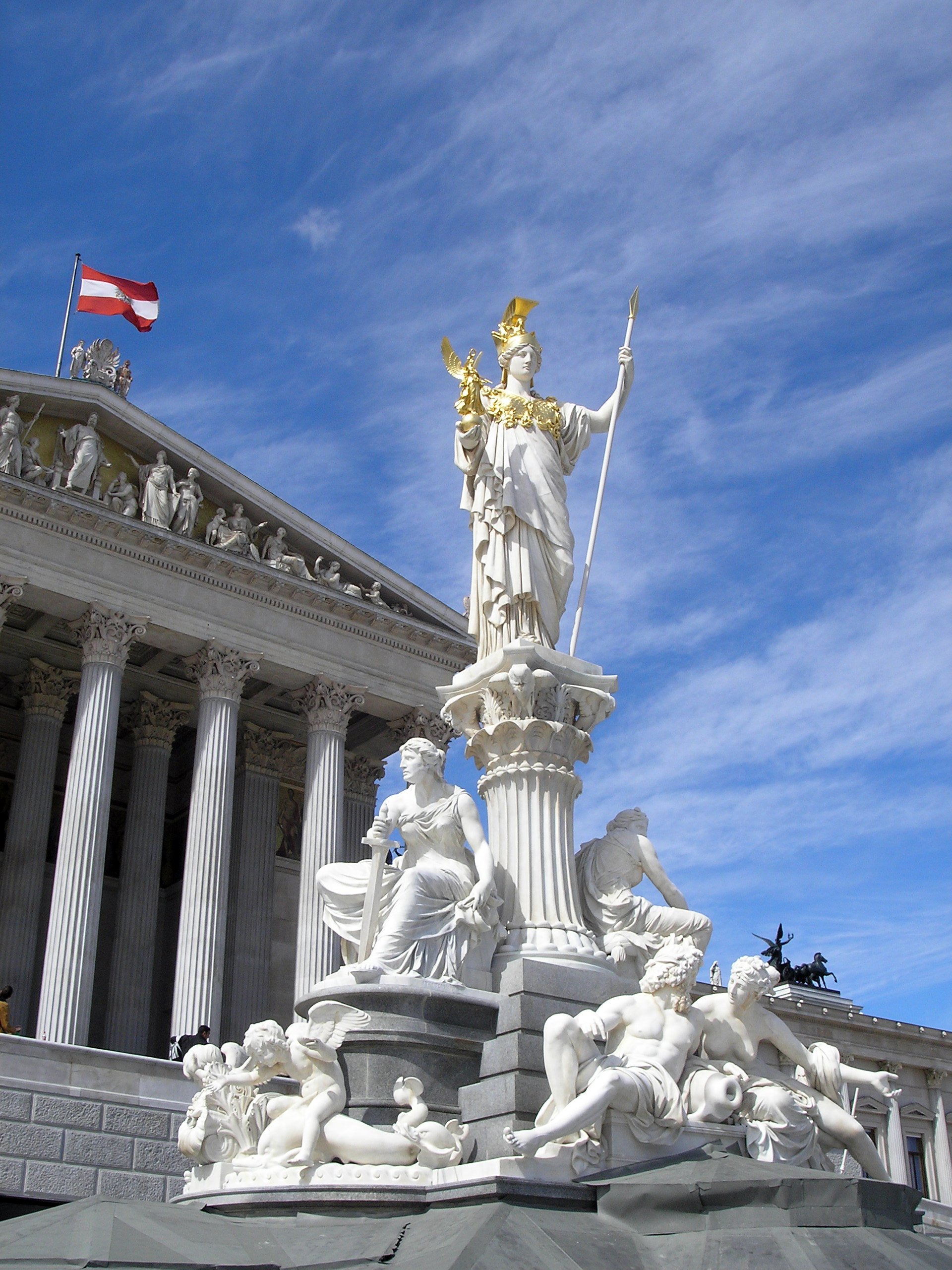
Будівля парламенту Австрії

Другий розділ присвячено австрійському парламенту й законодавчому процесу. Парламент — Федеральні збори — складається з двох палат. Нижня палата (Національна рада) обирається населенням прямими виборами на п'ять років. Верхня палата (Бундесрат) — це орган представництва земель. Члени верхньої палати обираються парламентами земель (ландтагами). Кожна федеральна земля залежно від чисельності населення направляє до ландтагу від трьох до дванадцяти представників. Палати засідають окремо; лише два випадки спільного засідання передбачено статтею 38 — це приведення президента до присяги та оголошення війни.
Закон має бути послідовно прийнятий Національною радою та Бундесратом й переданий для підписання президенту. Оскільки Австрія є парламентською республікою, президент не має права вето.

### Виконавча влада
До розділу, озаглавленого «Виконавча влада Федерації», входять норми про президента Австрії, уряд, армію й суди загальної юрисдикції. Президент обирається на прямих виборах на шість років й може бути переобраним не більше одного разу. Він є верховним головнокомандувачем, здійснює представницькі функції, призначає державних службовців, здійснює право помилування. За загальним правилом, рішення президента мають бути схвалені одним з міністрів (так звана контрасигнатура).
Виконавчу владу здійснює федеральний уряд, який очолює федеральний канцлер. Канцлера призначає президент, але оскільки канцлер потребує підтримки Національної ради, канцлером як правило стає лідер партії, що перемогла на виборах.
Суди включено до системи федеральних органів влади. Найвищою інстанцією названо Верховний суд. Спеціальним судовим органам (Адміністративному суду й Конституційному суду) присвячено окремі підглави у шостому розділі.
Статтею 85 скасовано смертну кару.

### Законодавча та виконавча влада земель
Четвертий розділ присвячено органам влади земель і органам місцевого самоврядування. Розділ встановлює для всіх земель загальні одноманітні правила, в рамках яких землі мають право приймати власні закони. Кожна земля зобов'язана прийняти свою конституцію. В землях діють ландтаги й уряди земель, що обираються ландтагами й очолюються губернаторами. Ландтаг може бути розпущений президентом за поданням федерального уряду й за згодою Бундесрату. Окрема під глава присвячена столиці Австрії Відню, який прирівняний до федеральної землі.
Громада (комуна, Gemeinde) в Австрії одночасно є територріальною одиницею місцевого самоврядвання й адміністративною одиницею. Органами громади є громадська рада, громадське правління (в містах, що мають самостійний статус — міський сенат) та бургомістр. Органи федерації й землі мають право контролювати додержаання органами громади законів, а органи землі — й ефективність фінансової діяльності.

### Контроль за фінансовою діяльністю
Розділ передбачає створення рахункової палати — окремого органу, який перевіряє фінансову діяльність державних органів та юридичних осіб з державною участю та подає Національній раді звіт про виконання бюджету. Голова рахункової палати обирається Національною радою на дванадцять років, решта чиновників палати призначаються президентом за поданням голови. Рахункова палата підзвітна перед Національною радою. Також палата перевіряє діяльність органів земель та громад.

### Гарантії додержання Конституції та законності

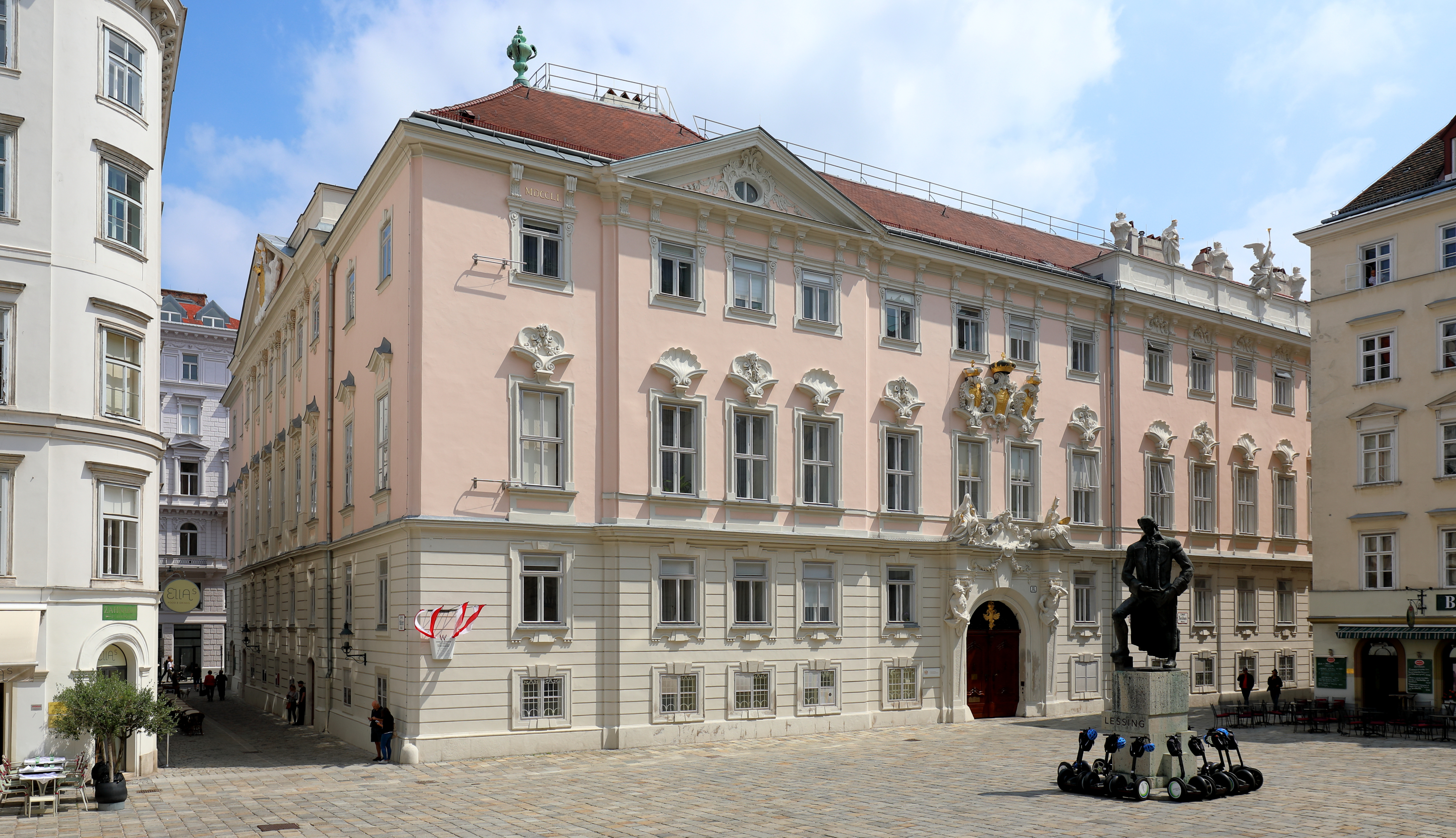
Будівля Конституційного суду Австрії

В розділі подано опис декількох органів з різними повноваженнями, які зводяться до контролю за додержанням законності. Незалежні адміністративні сенати призначаються урядами земель і розглядають різні адміністративні справи після того, як ці справи було розглянуто відповідними органами. Незалежний адміністративний сенат у справах біженців є вищим апеляційним органом у справах біженців. Адміністративний суд розглядає скарги на рішення органів влади, в тому числі на рішення адміністративних сенатів.
Конституція Австрії стала першою у світі конституцією, що передбачила створення конституційного суду, що є заслугою Ганса Кельзена, який був автором самої концепції конституційних судів. Конституційний суд Австрії вирішує питання про відповідність законів (в тому числі й законів земель) та інших актів конституції, приймає до розгляду вимоги до публічних утворень, які не можуть бути розглянуті в іншому порядку, а також суперечки між публічними утвореннями й органами влади. Окрім цього до підсудності конституційного суду віднесено справи про законність виборів та справи про звинувачення федерального президента, членів уряду, членів урядів земель, губернаторів у порушенні закону, що мають наслідком усунення від посади.

### Народний правозахист
Сьомий розділ стосується Колегії народного правозахисту, органу, аналогічного омбудсмену. Колегія народного правозахисту сама не має повноважень з усунення порушень, але може звертатись до відповідних органів та конституційного суду. Члени колегії обираються Національною радою.

### Прикінцеві положення
Останній розділ містить прикінцеві та перехідні положення. Він, зокрема, містить список законів, прийнятих до 1920 року, що зберігають силу й набувають статусу конституційних після того, як наберуть чинності Федерального конституційного закону.